# شهرداری تتوو
شهرداری تتوو (به لاتین: Tetovo Municipality) یک منطقهٔ مسکونی در مقدونیه شمالی است که در مقدونیه شمالی واقع شده‌است. شهرداری تتوو ۲۶۱٫۸۹ کیلومتر مربع مساحت و ۸۶٬۵۸۰ نفر جمعیت دارد.